# Střevíčník

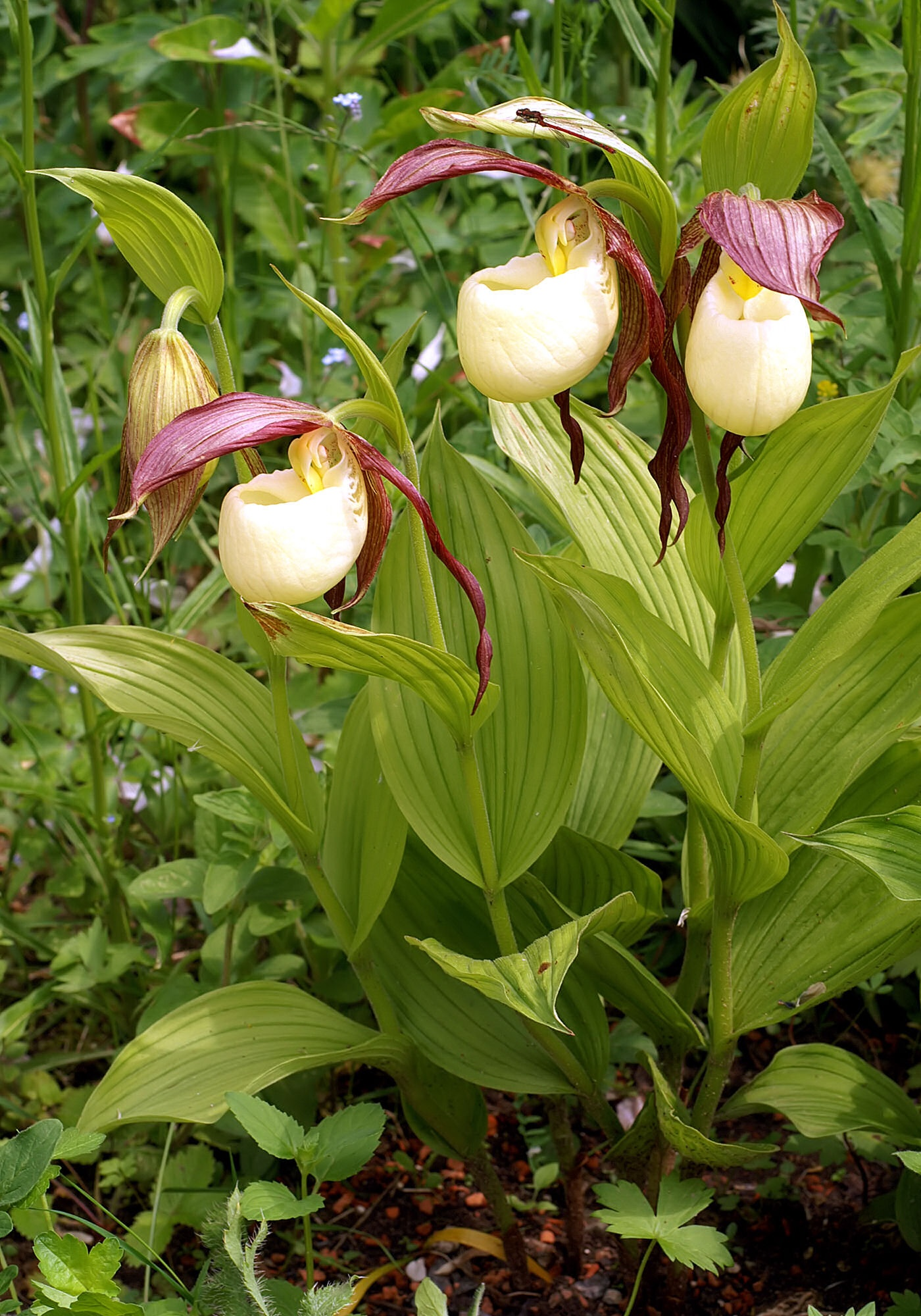
Cypripedium kentuckiense

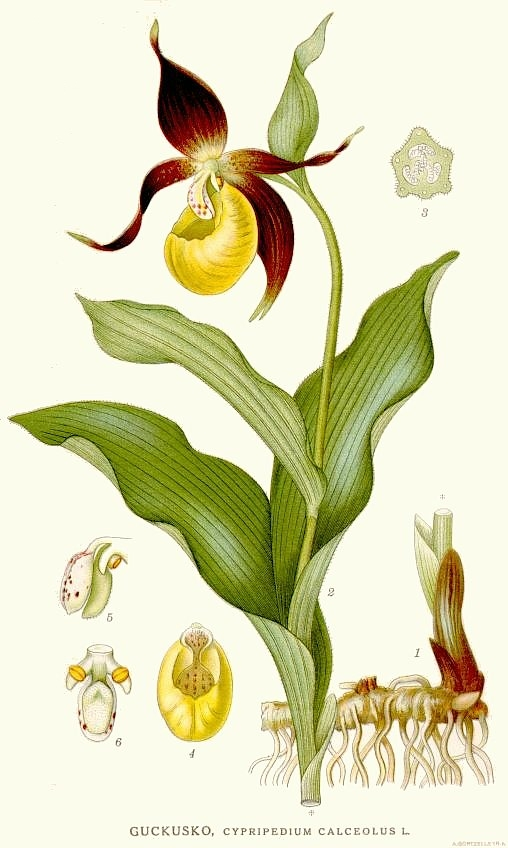
Ilustrace střevíčníku pantoflíčku

Střevíčník (Cypripedium) je rod pozemních orchidejí. Jsou to vytrvalé byliny s nápadnými květy charakteristického tvaru.
Rod zahrnuje 52 druhů a je rozšířen zejména v mírném pásu severní polokoule. V České republice se poměrně vzácně vyskytuje střevíčník pantoflíček. Některé druhy jsou pěstovány jako zahradní rostliny, jsou však poměrně náročné. Byla vypěstována též řada hybridů. Střevíčníky mají zajímavý způsob opylování.

## Popis
Střevíčníky jsou vytrvalé byliny s krátkým nebo dlouhým podzemním oddenkem a hojnými, ztlustle vláknitými kořeny. Lodyha je přímá, krátká nebo prodloužená, olistěná nebo bezlistá. Listy mohou být střídavé nebo i vstřícné, na bázi objímavé a sbíhající v pochvu, většinou eliptické nebo vejčité, řidčeji srdčité, na líci zelené nebo temně purpurově skvrnité.
Květy jsou zpravidla velké a nápadné, vrcholové, přetočené (resupinátní), často podepřené listovitými listeny, jednotlivé nebo po dvou až několika v řídkém hroznu.
Horní kališní lístek je vzpřímený nebo kápovitý, postranní sepaly jsou obvykle srostlé (volné u druhu Cypripedium plectrochilum). Korunní lístky jsou rozestálé nebo přitisklé k pysku, někdy šroubovicovitě stočené. Pysk je nafouklý, vakovitý nebo bačkůrkovitý. Sloupek je krátký, se dvěma postranními fertilními tyčinkami s velmi krátkými nitkami. Třetí tyčinka je vrcholová, přeměněná ve velké sterilní staminodium. Pyl je volný a zpravidla netvoří brylky (pravé brylky však byly zjištěny u čínských druhů Cypripedium bardolphianum a Cypripedium micranthum). Blizna je dvou nebo trojlaločná. Plodem je elipsoidní až podlouhle elipsoidní tobolka.

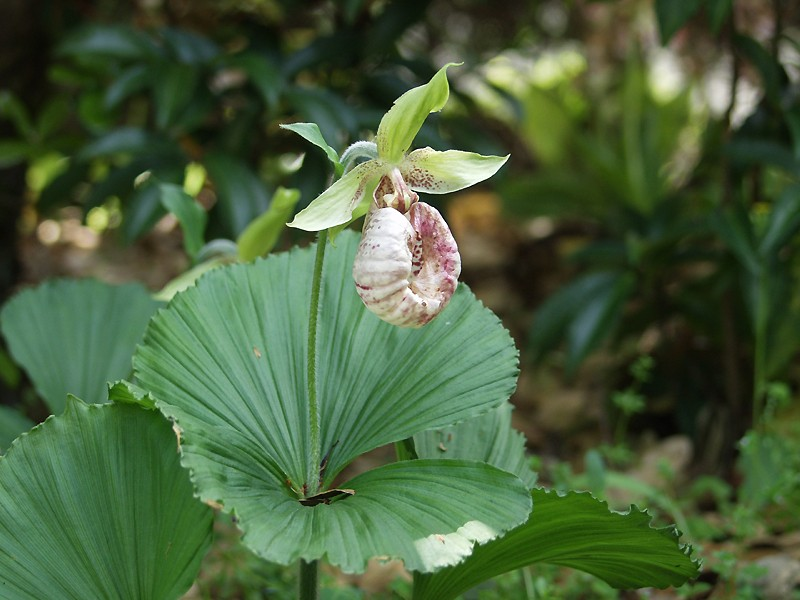
Cypripedium japonicum
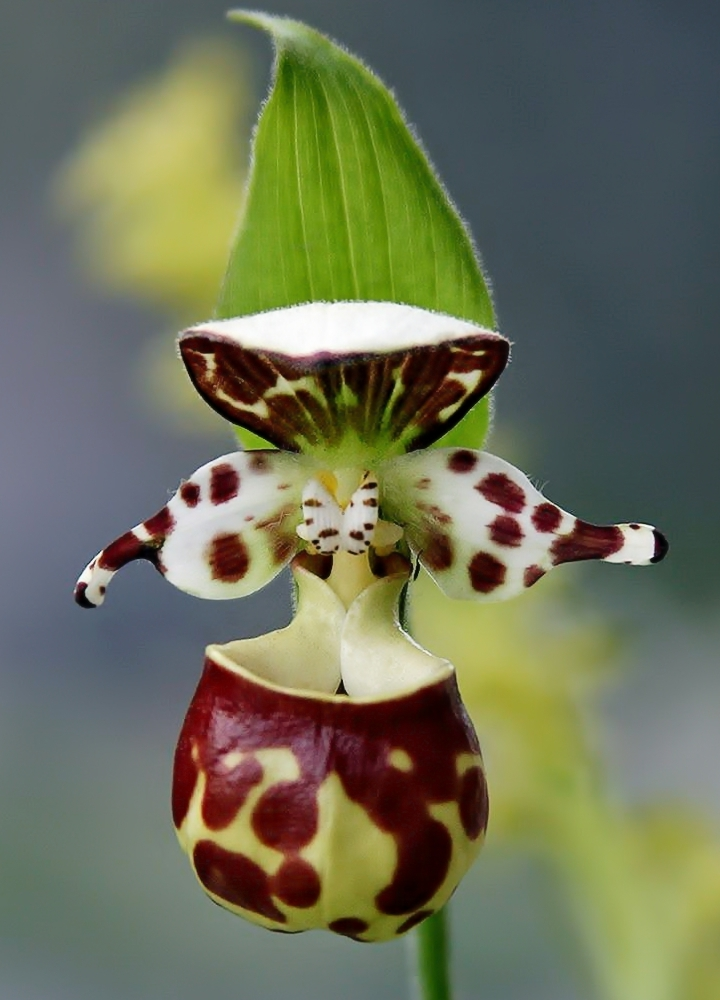
Květ Cypripedium yatabeanum
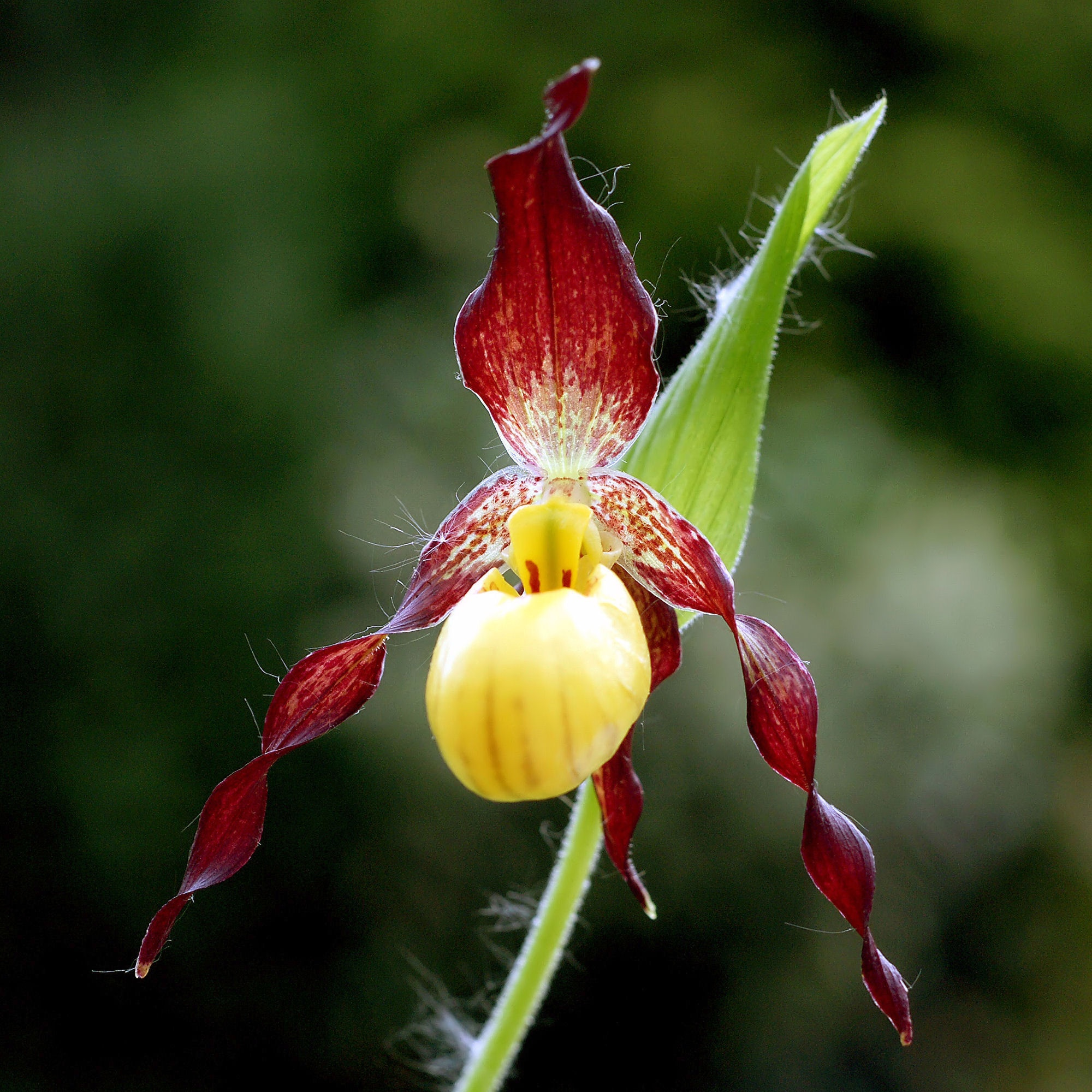
Květ Cypripedium parviflorum
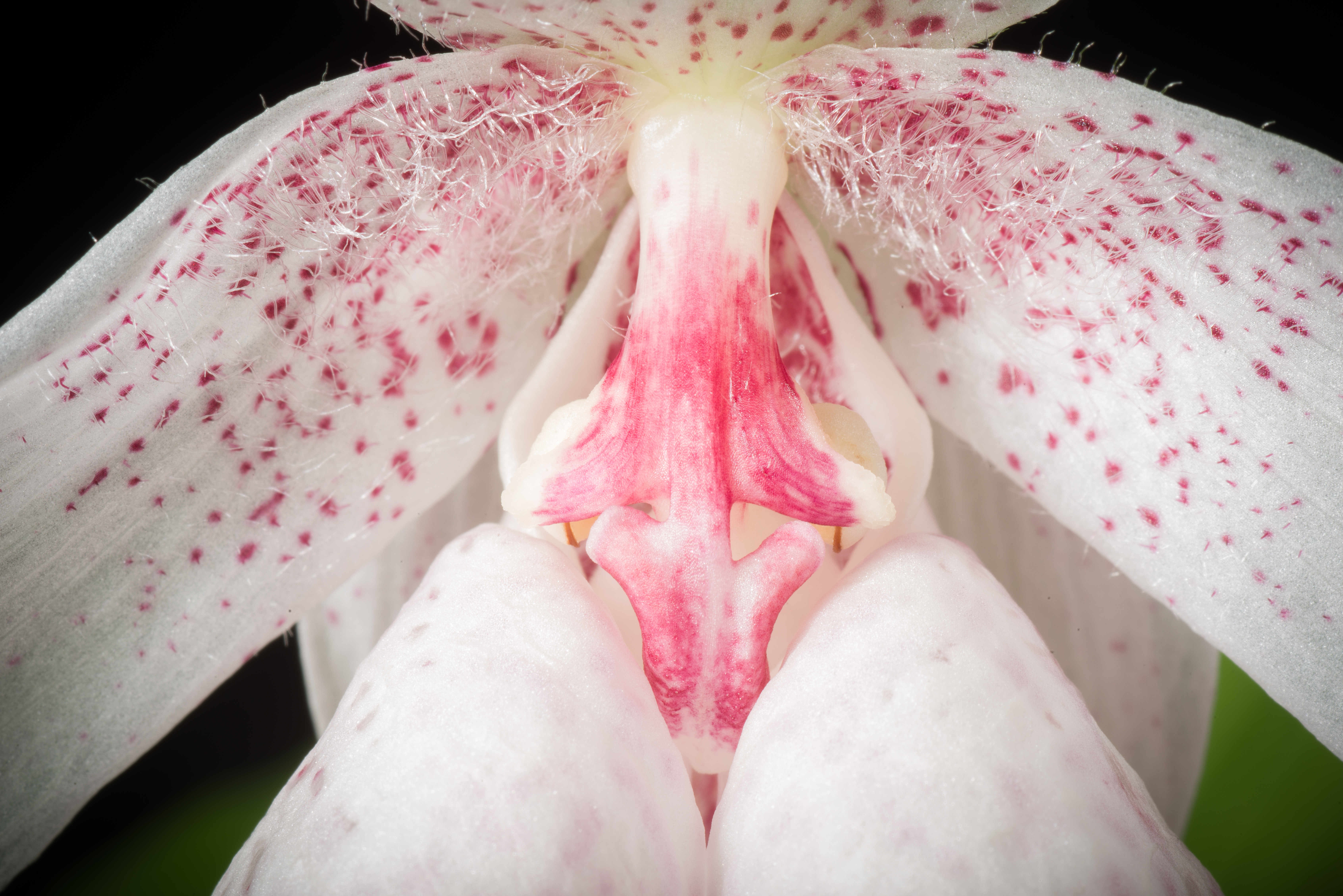
Detail květu Cypripedium formosanum
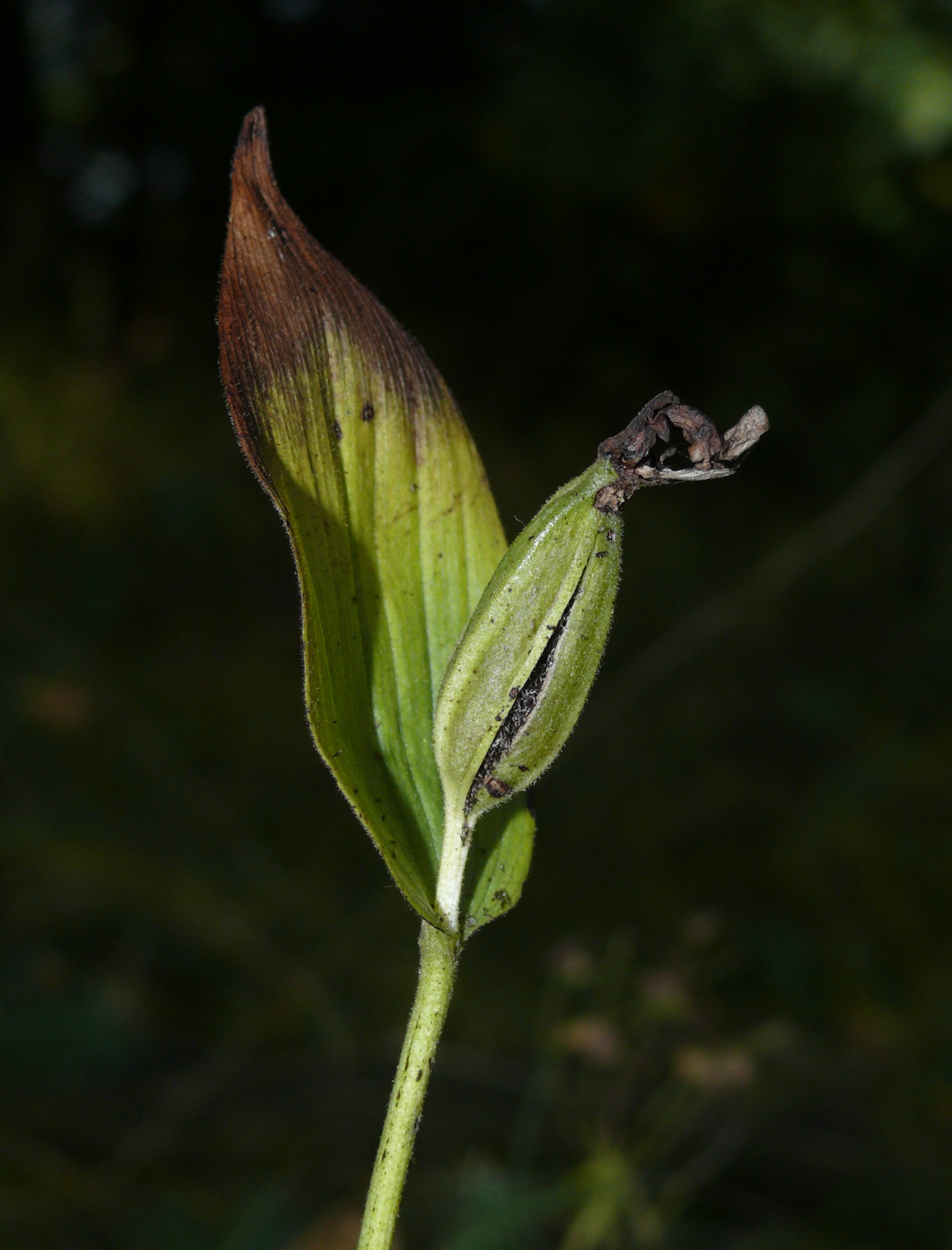
Tobolka střevíčníku pantoflíčku

## Rozšíření
Rod střevíčník zahrnuje 52 druhů. Je rozšířen na severní polokouli od arktických oblastí mírného pásu po subtropy, místy s přesahem do horských oblastí tropů. Centrum druhové diverzity je v Číně, odkud je uváděno 35 druhů, z toho 25 endemických. Celkový areál rodu v Asii zahrnuje celou Sibiř a Ruský Dálný východ, Čínu (mimo severozápadní provincie Sin-ťiang), Japonsko, Himálaj, Thajsko a Vietnam.
V Severní Americe se střevíčníky vyskytují v počtu 12 druhů ve všech státech Kanady a USA s výjimkou Floridy a Nevady. Na jih zasahují přes Mexiko do Střední Ameriky (Guatemala, Honduras). V Severní Americe má nejrozsáhlejší areál, zahrnující většinu kontinentu, druh Cypripedium parviflorum.
Některé americké nebo i asijské druhy (Cypripedium guttatum, Cypripedium parviflorum a Cypripedium passerinum) zasahují i do o arktických oblastí. Druhy Cypripedium guttatum a Cypripedium yatabeanum se vyskytují v Asii i v Severní Americe.
V Evropě se vyskytují 3 druhy. Střevíčník pantoflíček je rozšířen v téměř celé Evropě a jako jediný zástupce rodu roste i v České republice. Další 2 druhy, Cypripedium guttatum a Cypripedium macranthos, zasahují z Asie do evropské části Ruska, C. macranthos i do Běloruska.
Střevíčníky nejčastěji rostou v podrostu světlých temperátních lesů. V Číně vystupují až do lesů subalpínského stupně. Severoamerický střevíčník královnin roste na rašeliništích, druh Cypripedium passerinum dokonce v tundře.

## Ekologické interakce
Všechny druhy střevíčníků mají podobnou květní morfologii a obdobný způsob opylování, byť cílený na různé opylovače. Rostliny jsou schopny opylení vlastním pylem, k přenosu pylu na bliznu však samovolně nedochází a je k němu zapotřebí hmyzu. Květy nenabízejí opylovačům nektar ani žádnou jinou protihodnotu. Hmyz při návštěvě květu prolézá otvorem do vakovitého pysku a je zde polapen. Jediná cesta ven vede skrze postranní otvory při bázi pysku. Při snaze o jejich dosažení prolézá hmyz kolem blizny, kde se na bliznové papily nalepí pyl z jeho hrudi, pokud tedy předtím již nějaký květ navštívil. Následně při cestě k východu prolézá kolem jednoho z prašníků, situovaných při postranních otvorech. Zde získává před opuštěním květu na hruď novou dávku pylu. Pro úspěšnost opylení je podstatná přiměřená velikost hmyzu. Příliš rozměrný hmyz (se širokou hrudí) není schopen květ opustit a často zde i odumírá, někteří čmeláci však jsou schopni z takového květu opět vylézt vstupním otvorem.
Příliš malý hmyz naopak z květu vylézá, aniž by přišel do kontaktu s prašníky či bliznou.
Velkokvěté druhy jsou nejčastěji opylovány čmeláky.
U horského střevíčníku tibetského bylo zjištěno, že květy navštěvují pouze čmeláčí matky a dělnice nikoliv. Květy tohoto druhu spočívají blízko země a mají tmavé ústí pysku. Má se za to, že matky je po probrání ze zimní hibernace navštěvují při vyhledávání vhodné myší díry pro vybudování zemního hnízda. Tato teorie je podpořena i faktem, že matky v té době ještě nepřijímají potravu. Některé druhy střevíčníků mají vonné květy, které imitují nabídku nektaru. Některé druhy s menšími květy jsou opylovány drobnějšími včelami z různých čeledí (zejména ploskočelkovití a pískorypkovití). Včela medonosná je vesměs nenavštěvuje. Drobné, hnědé květy severoamerického druhu Cypripedium fasciculatum vydávají houbový pach. Opylují je samice parazitických vos rodu Cinetus, které zde hledají larvy drobných houbových mušek (bedlobytek), do nichž kladou vajíčka. Řada zejména čínských druhů je opylována dvoukřídlými. Tmavé květy Cypripedium bardolphianum a Cypripedium micranthum vydávají pach hnijícího ovoce a opylují je octomilky. Oba druhy mají jako jediné pyl v brylkách, které se hmyzu při návštěvě květu nalepí na hřbetní stranu hrudi. Zajímavý způsob opylování má druh Cypripedium fargesii. Na širokých přízemních listech jsou tmavé skvrny s papilami ve střední části, které simulují napadení houbou. Lákají tak pestřenky rodu Cheilosia, které se živí sporami hub napadajících listy rostlin. Mezi prchavými látkami, které tvoří vůni květů, byly dokonce zjištěny obdobné látky, které se uvolňují z hub rodu Cladosporium.
Tobolky střevíčníků obsahují množství (asi 10 až 20 tisíc) velmi drobných semen, která jsou šířena větrem. Semena k vyklíčení potřebují podobně jako u jiných orchidejí infekci houbou. Když houbové mycelium vroste do pletiv semene, je prostřednictvím obsažených látek zahubeno a posléze využíváno jako zdroj živin. Takto se udržuje rovnováha, která je výhodná spíše jen pro orchidej. Pletiva klíčící rostliny se dělí a vytvářejí nezelenou, parenchymatickou, hlízovitou strukturu zvanou protokorm, z níž po nějaké době teprve vyrůstá zelený semenáč.

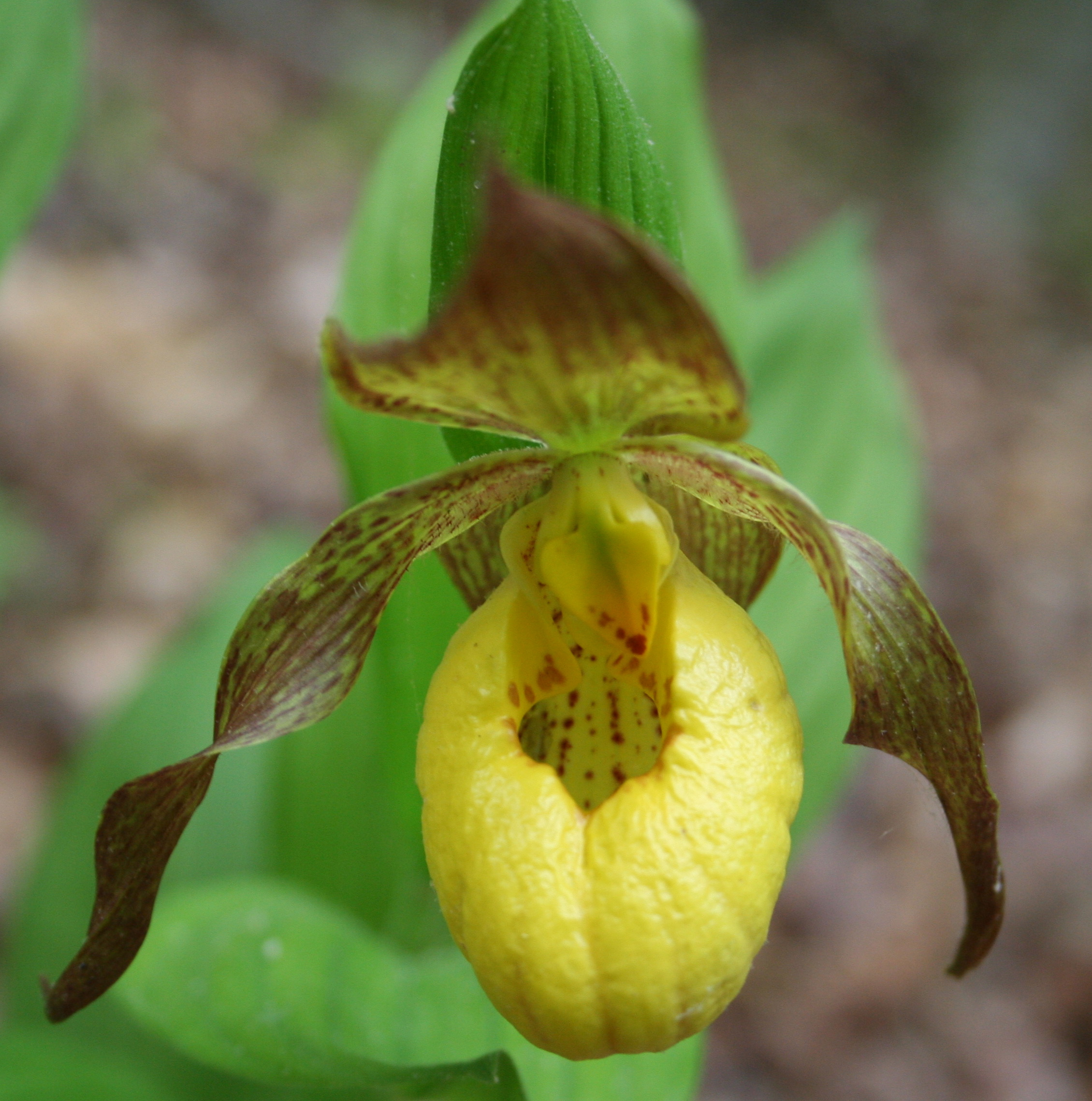
Květ Cypripedium parviflorum, opylovaný drobnými včelami
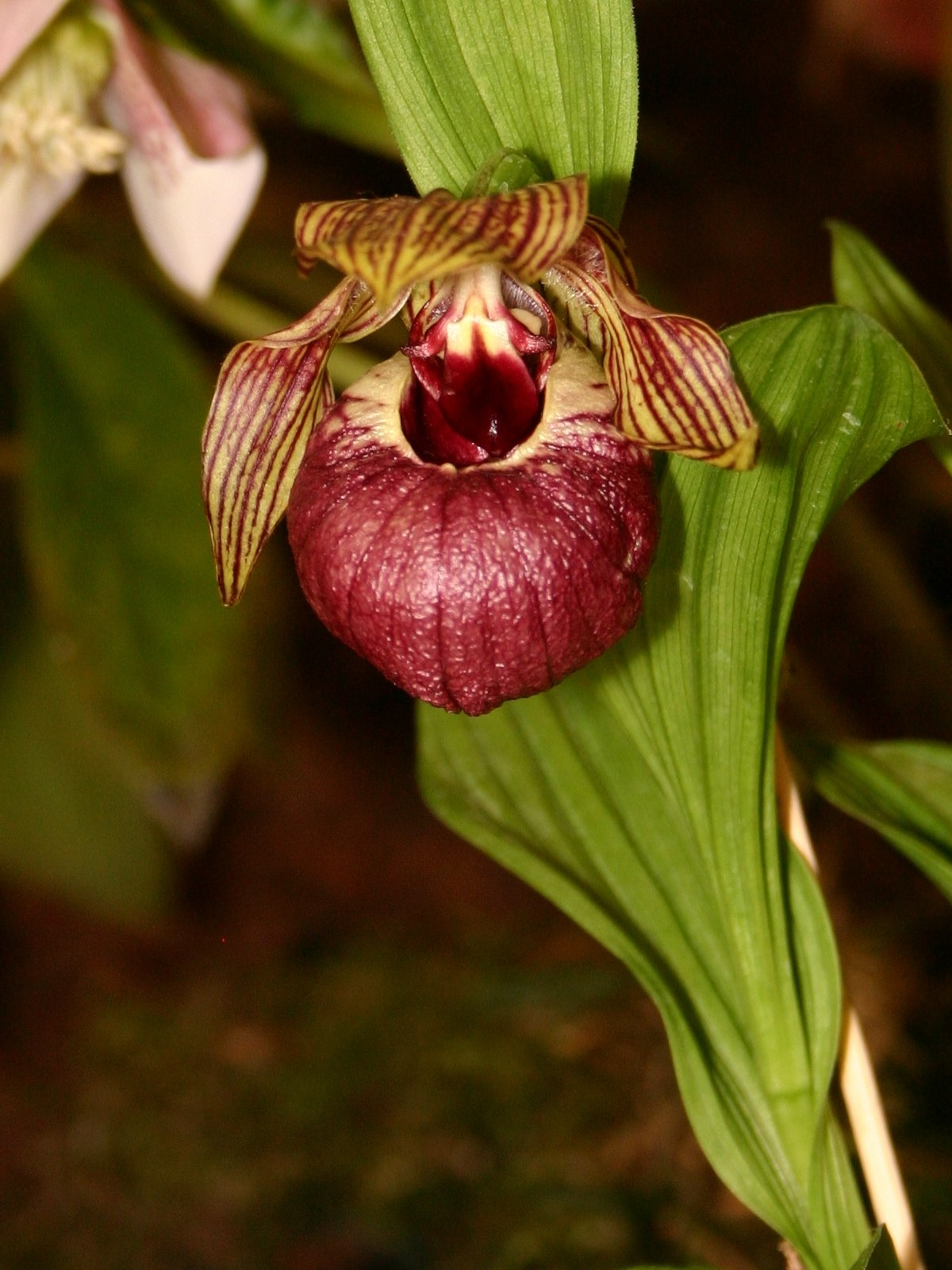
Střevíčník tibetský, opylovaný čmeláčími matkami
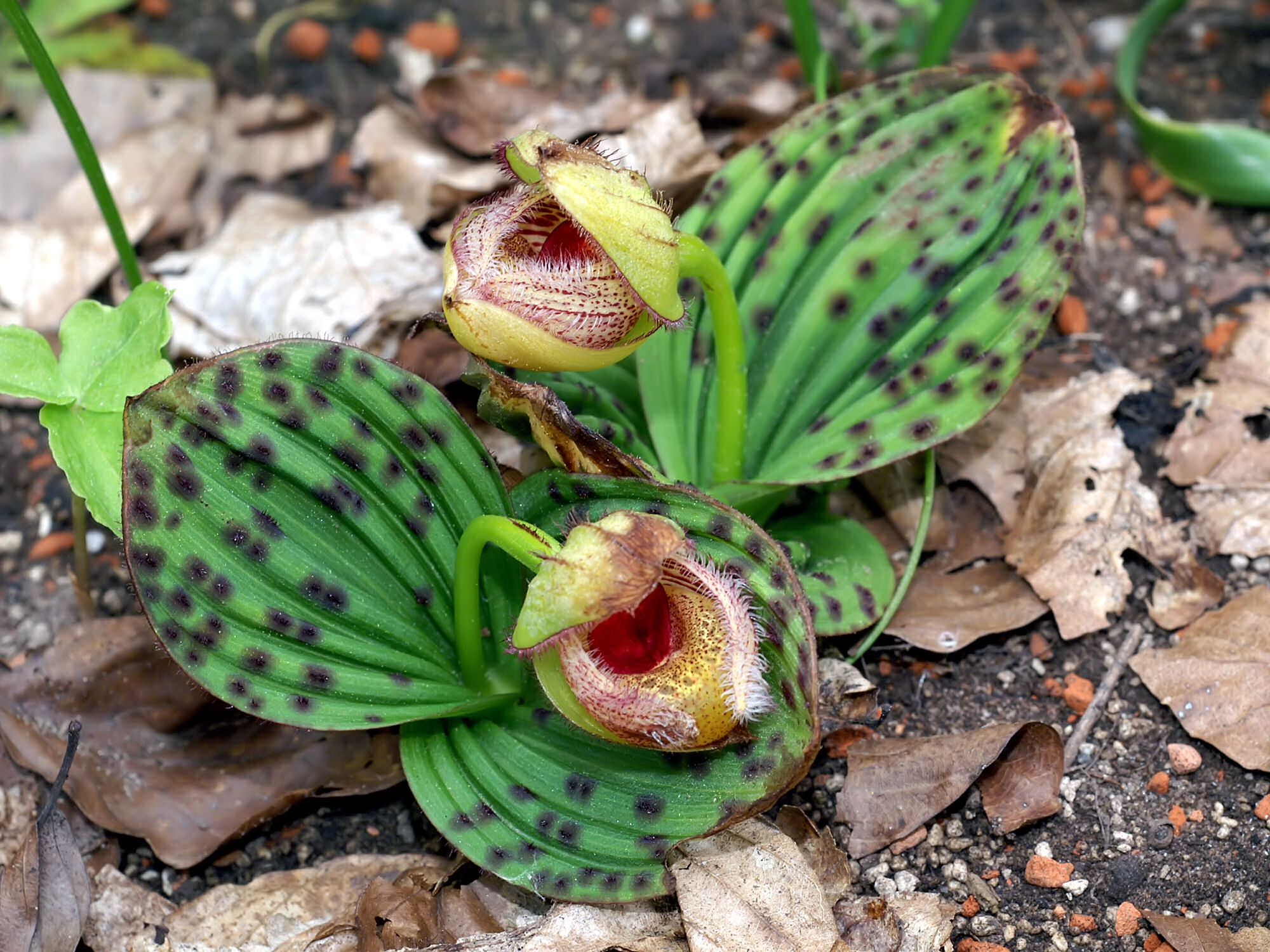
Druh Cypripedium fargesii, opylovaný pestřenkami
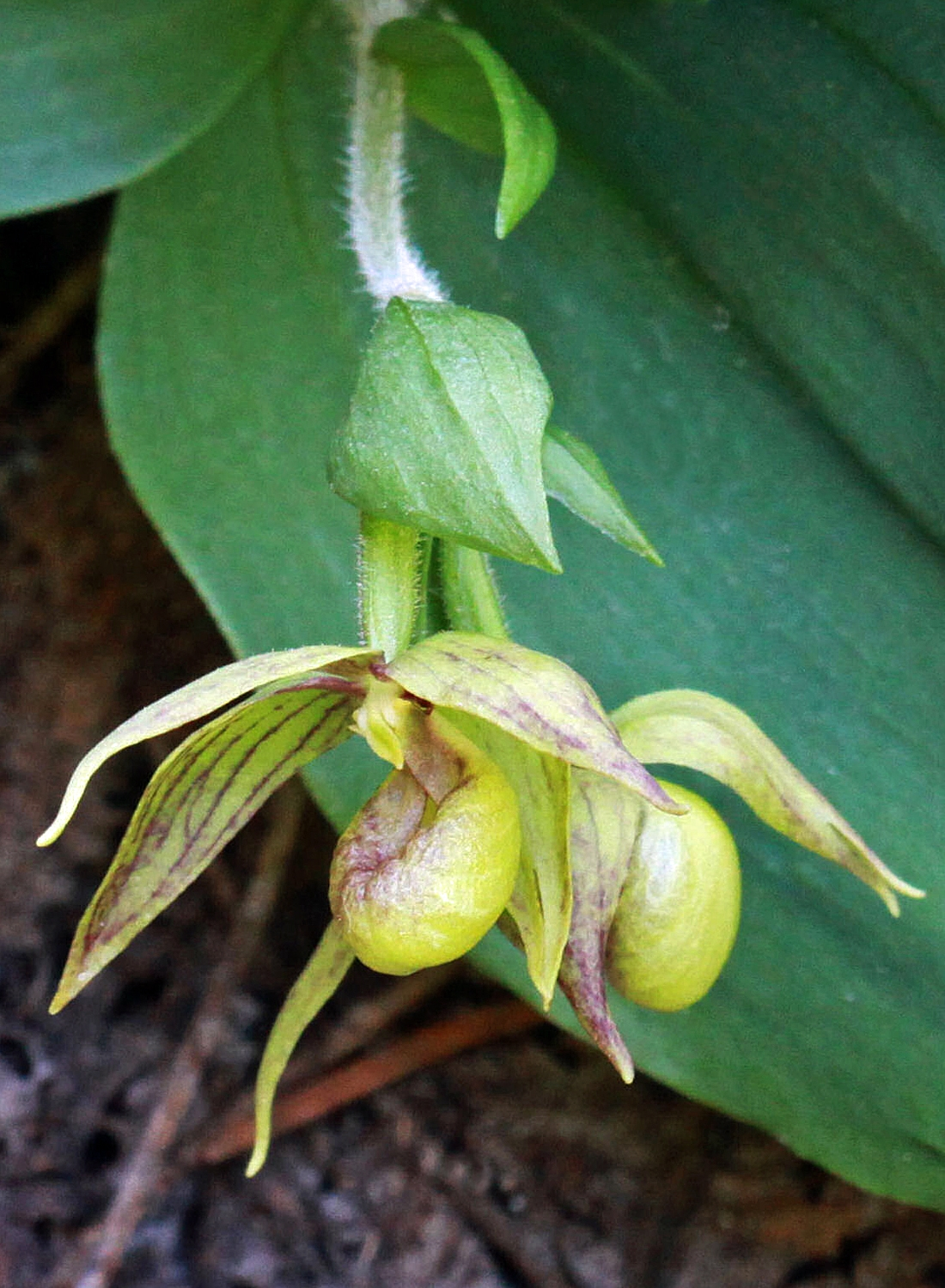
Květy druhu Cypripedium fasciculatum, opylované parazitickými vosičkami

## Ohrožení a ochrana
Většina druhů střevíčníků je v Červeném seznamu ohrožených druhů IUCN vedena v kategorii EN (ohrožené), případně v kategorii VU (zranitelné).
Jako kriticky ohrožené jsou vedeny druhy Cypripedium segawae, Cypripedium malipoense (syn. C. lentiginosum), Cypripedium taibaiense, Cypripedium wumengense, Cypripedium froschii (syn. C. tibeticum) a Cypripedium daweishanense (syn. C. lentiginosum). Stav populací většiny druhů je hodnocen jako ubývající. Nejméně ohroženým druhem v celosvětovém měřítku je Cypripedium molle. Rovněž populace střevíčníku pantoflíčku jsou celosvětově hodnoceny jako stabilní a druh je v Červeném seznamu IUCN veden v kategorii LC (málo dotčené druhy). V České republice je jako silně ohrožený druh chráněný zákonem a rovněž v Černém a červeném seznamu cévnatých rostlin České republiky je veden v kategorii C2b (silně ohrožené druhy). Všechny druhy střevíčníků s výjimkou zahradních hybridů jsou chráněny mezinárodní úmluvou CITES, na což je třeba pamatovat při obchodování s nimi.

## Taxonomie
Rod Cypripedium je v rámci čeledi Orchidaceae řazen do podčeledi Cypripedioideae. Jedná se o izolovanou a vývojově starou skupinu orchidejí, která se nekříží se zástupci jiných podčeledí.
Mezi nejbazálnější druhy náleží Cypripedium irapeanum (Mexiko a Střední Amerika), Cypripedium molle (Mexiko) a Cypripedium debile (Čína, Japonsko).

## Zástupci
- střevíčník japonský (Cypripedium japonicum)
- střevíčník královnin (Cypripedium reginae)
- střevíčník pantoflíček (Cypripedium calceolus)
- střevíčník tibetský (Cypripedium tibeticum)
- střevíčník velkokvětý (Cypripedium macranthos)
- střevíčník Wardův (Cypripedium wardii)
- střevíčník žlutý (Cypripedium flavum)[17][18]

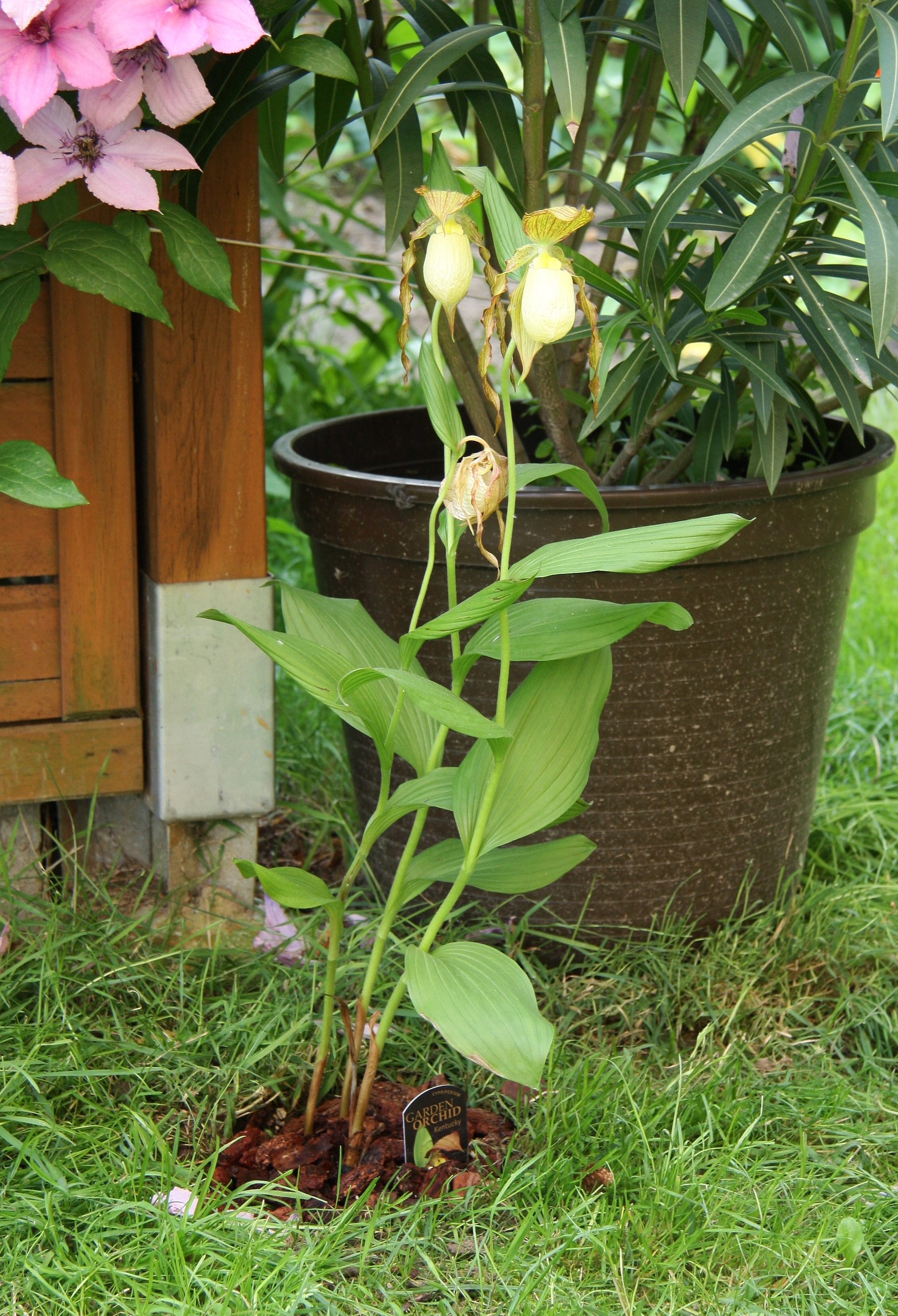
Zahradní kultivar střevíčníku

## Význam a pěstování
Některé druhy jsou pěstovány jako ceněné zahradní rostliny. Byla vypěstována také celá řada převážně primárních hybridů.
Střevíčníky mají pověst obtížně pěstovatelných zahradních rostlin. Podle zkušeností pěstitelů je pro jejich úspěšné pěstování zásadní zejména výběr vhodného polostinného stanoviště, kde budou chráněny před slunečním úpalem a pozdními jarními mrazíky. Půda by měla být stále vlhká ale nepřemokřená, propustná a dostatečně humózní, pro většinu druhů s více méně neutrálním pH.
Některé druhy mají speciální nároky. Střevíčník pantoflíček a další vápnomilné druhy uvítají příměs vápence či staré omítky, druh Cypripedium acaule je naopak striktně kyselomilný. Množí se nejlépe vegetativně řízky z oddenku. Množení výsevem je zdlouhavé a obtížné.

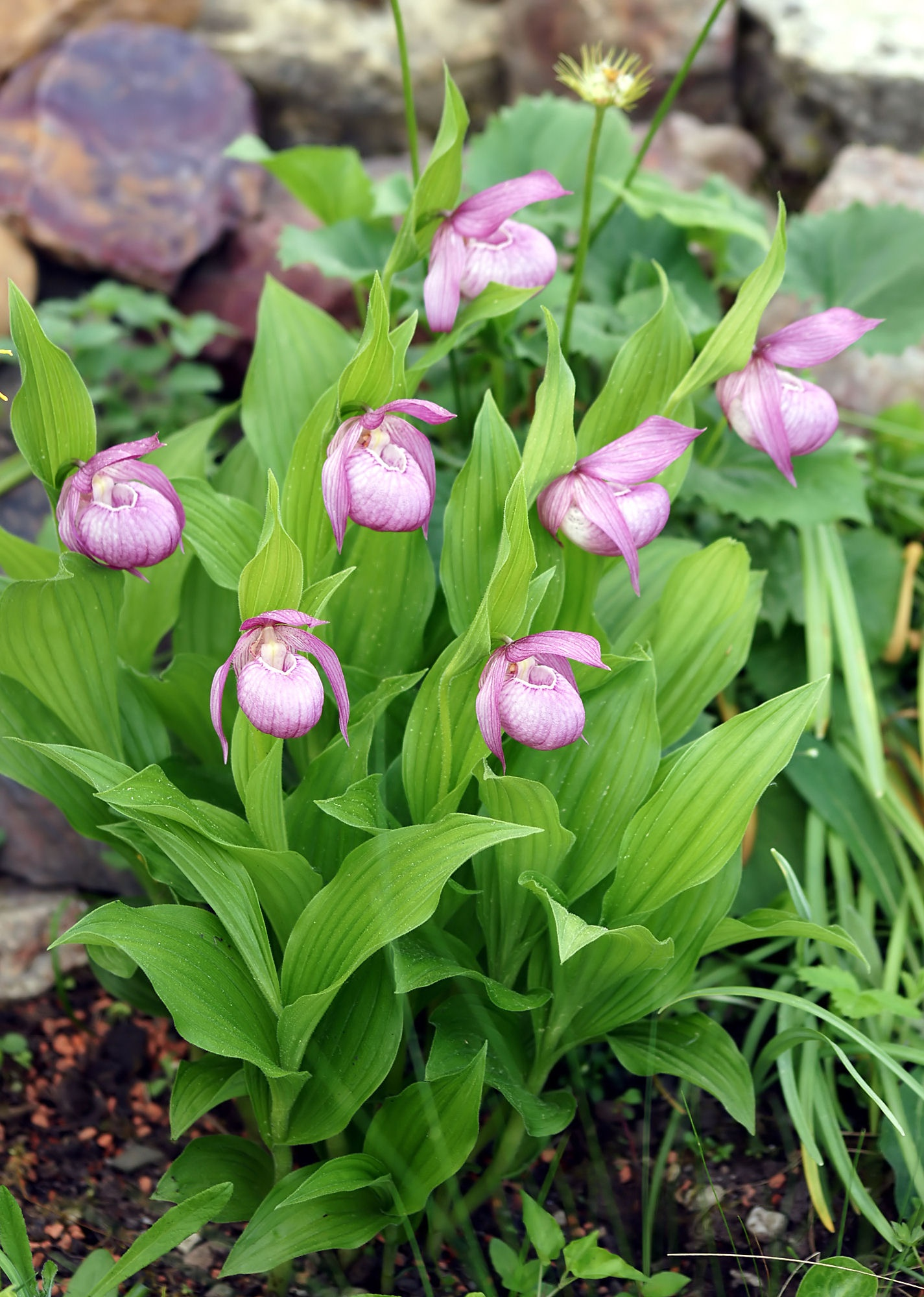
Střevíčník velkokvětý
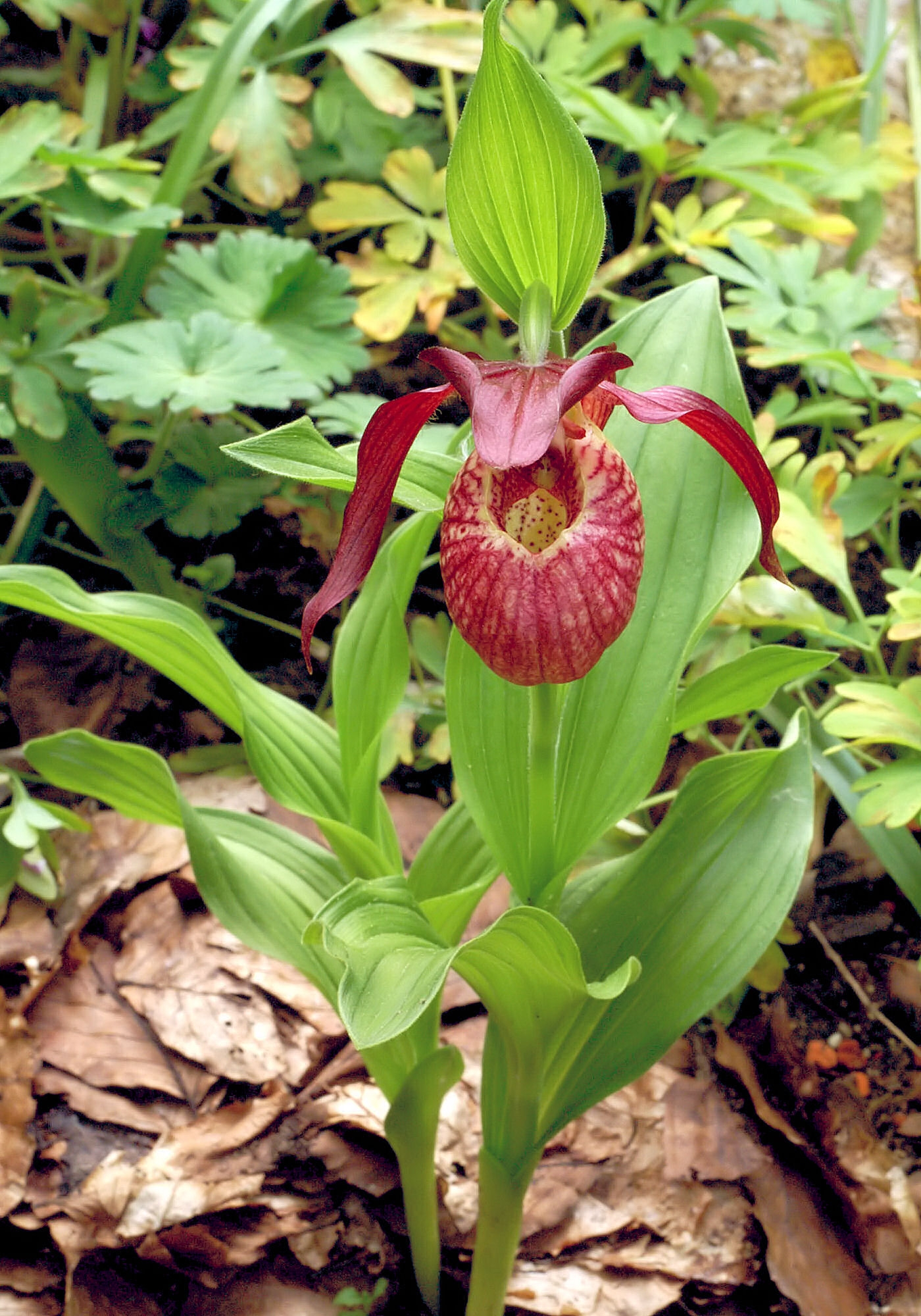
Kříženec Cypripedium × ventricosum
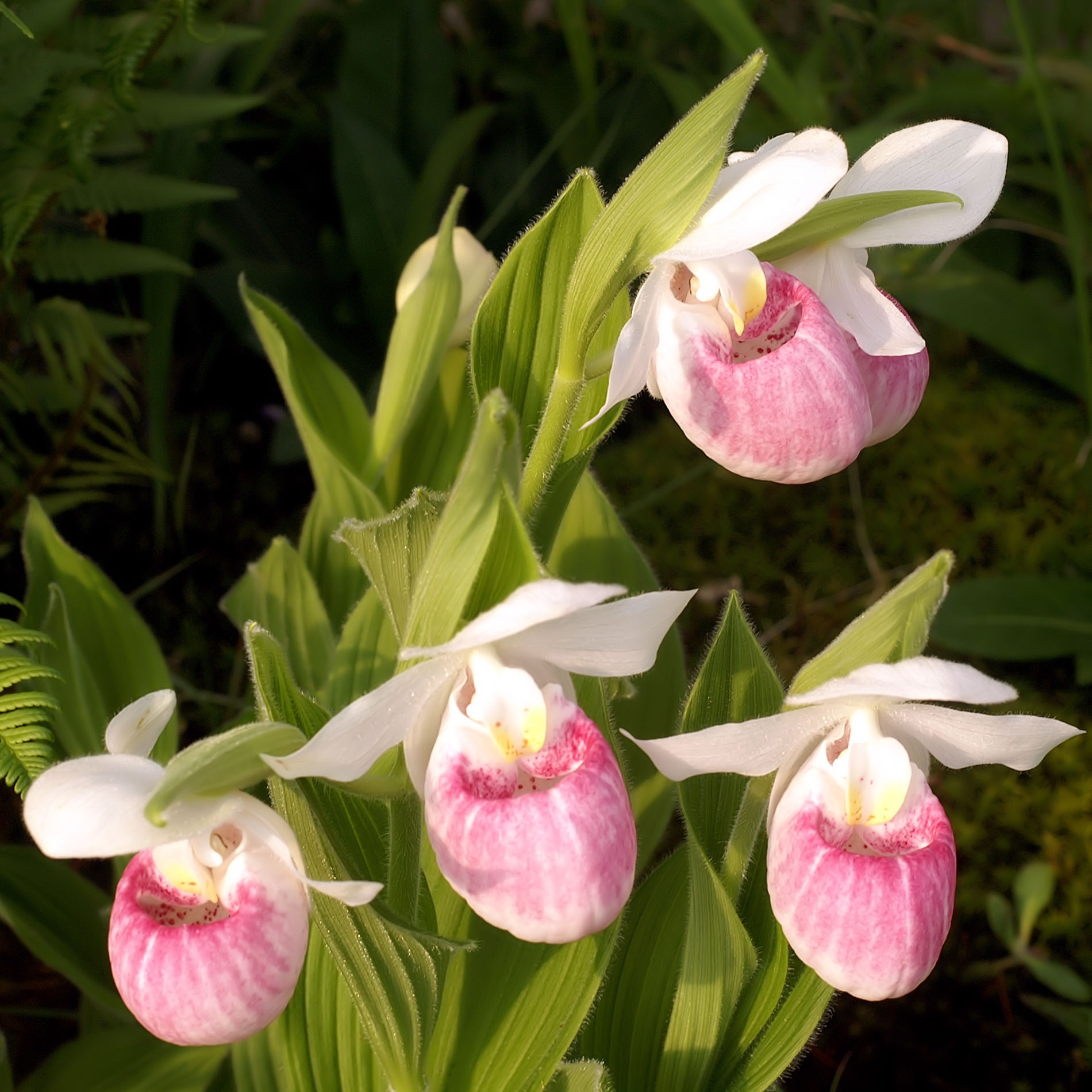
Střevíčník královnin
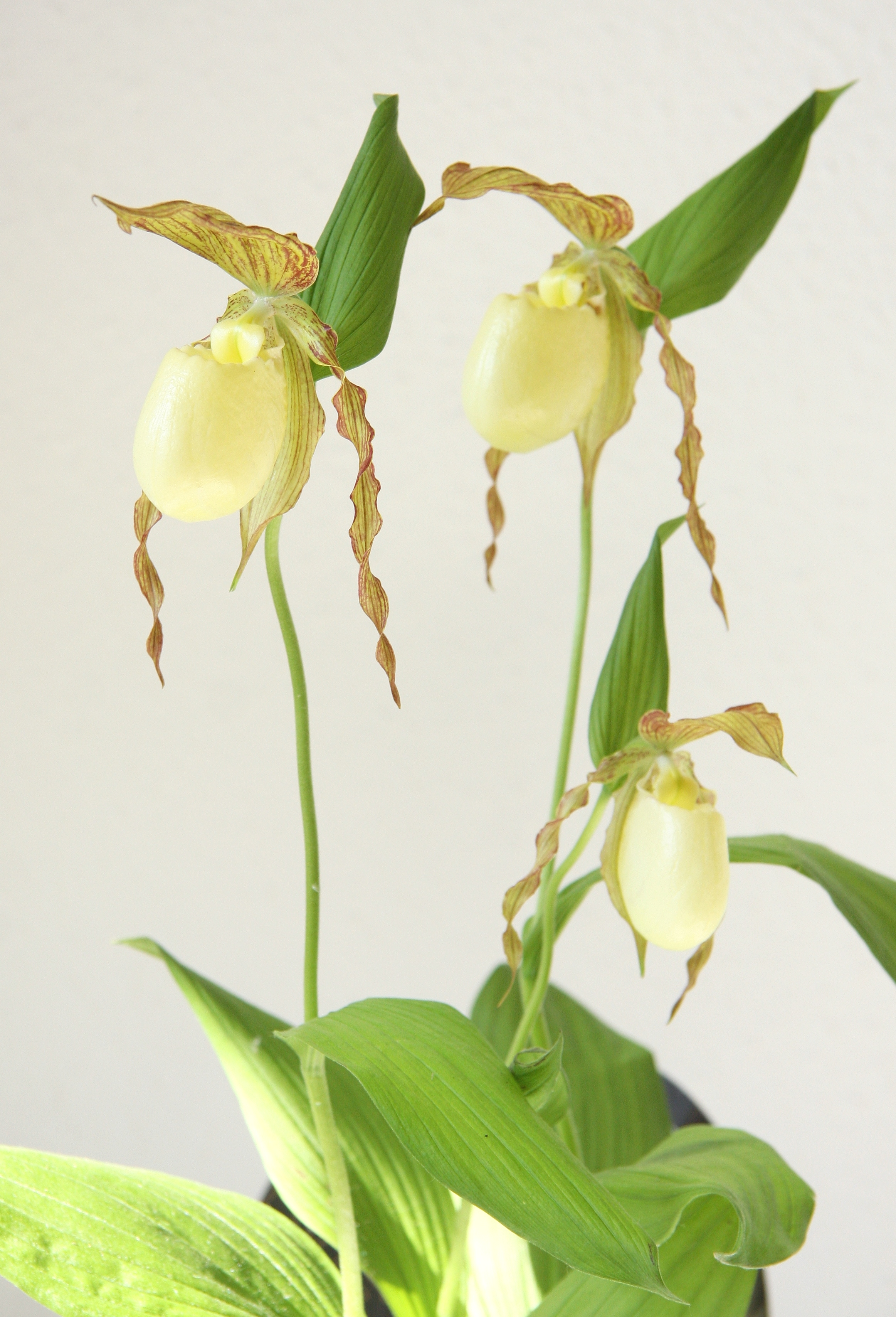
Zahradní kultivar střevíčníku